# Пакс. Мандрівка додому
Пакс. Мандрівка додому (англ. Pax. Journey home) — повість американської письменниці Сари Пенніпакер, опублікована  07 вересня 2021 року видавництвом Balzer + Bray. Твір є продовженням повісті «Пакс».

## Історія створення
За словами С. Пенніпакер, незважаючи на невизначене закінчення «Пакса», вона була впевнена, що продовження не буде. Але її не дивували запитання читачів про те, що сталося далі з героями книги. До того ж, їй також була цікава ймовірна доля Пітера й Пакса. Тому, під час бесіди із своїм агентом, вона зрозуміла, що в неї буде ще одна книга.

## Сюжет
Події розгортаються через рік, після тих, що  описані у першій частині.
Війна закінчилась і Пакс із своєю подругою Сердитою мешкає у зручному та затишному місці. Сердита народжує трьох лисенят: двох хлопчиків та дівчинку.
Але невдовзі Пакс відчуває повернення людей, що, на його думку, несе небезпеку родині.
Задля пошуку більш безпечного місця він покидає домівку. Під час однієї з зупинок Пакс виявляє, що за ним йде його маленька донька. Не бажаючи повертатися, лис бере доньку із собою.
В цей час Пітер мешкає в оселі Воли, жінки, яка свого часу врятувала його. За її порадами та на її земельній ділянці, він побудував будинок, котрий Вола має на меті йому подарувати.
Але Пітер, який нещодавно втратив на війні батька, та вважає, що з власної вини втратив і Пакса, бажає жити самотнім, ні до кого не прив'язуючись. В його подальших планах — повернутися до будинку батьків. Він відмовляється від пропозиції Воли та приєднується до руху Водних воїнів, які займаються відновленням забруднених війною водойм.
Від своїх нових товаришів він дізнається про небезпеку отруєних важкими металами озер та річок, вода яких небезпечна, і у першу чергу — для молодих тварин.
Саме це й стає причиною захворювання доньки Пакса. І коли він це усвідомлює, залишає її Пітеру, якого випадково зустрічає під час мандрівки.
Пакс, пам'ятаючи, як колись хлопець його врятував, був впевнений, що Пітер врятує і його доньку.
Пітер, зважаючи своє рішення бути самотнім, спочатку не має наміру зв'язувати себе доглядом за лисеням. Але після важких роздумів змінює свою думку та разом із лисеням, яку назвав Шпаркою, повертається до Воли.

## Сприйняття
Виданням «Kirkus Reviews» повість охарактеризована як, «мудрий погляд на крихкість та силу людського серця… Вражаюче продовження».

## Нагороди
Премія Шарлотти Гек 2022 року віднесла твір до категорії «рекомендована книга».